# Mimuleae
 Mimuleae, biljni tribus iz porodice Phrymaceae. Sastoji se od 9 rodova  Tipični rod Mimulus nije monofiletski jer su članovi najmanje šest drugih rodova izvedeni iz njega.

## Rodovi
1. Mimulus L. (7 spp.)
2. Thyridia W.R.Barker & Beardsley (1 sp.)
3. Microcarpaea R.Br. (2 spp.)
4. Uvedalia R.Br. (2 spp.)
5. Peplidium Delile (4 spp.)
6. Elacholoma F.Muell. & Tate (2 spp.)
7. Glossostigma Wight & Arn. (6 spp.)
8. Bythophyton Hook.f. (1 sp.)
9. Mimulicalyx P.C.Tsoong (1 sp.)